# Upplands runinskrifter 285
Upplands runinskrifter 285 är en vikingatida runsten av granit vid Torsåker slott, Hammarby socken och Upplands-Väsby kommun. Runstenen är 1,6 meter hög och cirka 0,9 meter bred. Runhöjden är 6-7 centimeter. Stenen stod förut på samma plats som U 286. Stenarna är troligen ristade av samma runmästare. Holmlög har låtit resa bägge stenarna.

## Inskriften
Translitterering av runraden:
[h...luk × lit + raisa ×] (s)taina × eftiʀ × olaif × sun sin × auk × eftiʀ × ketil[munt × broþur] ...n ×
Normalisering till runsvenska:
H[olm]laugʀ(?)/H[olm]laug(?) let ræisa stæina æftiʀ Olæif, sun sinn, ok æftiʀ Kætilmund, broður [si]nn.
Översättning till nusvenska:
Holmlög lät resa stenarna efter Olev, sin son, och efter Kättilmund, sin broder.